# Stony Island (Wayne County, Michigan)
Stony Island ist eine 0,405 km² große Insel im Detroit River.

## Geografie
Die Insel liegt zwischen Grosse Ile auf amerikanischer und Amherstburg auf kanadischer Seite. Auf der östlichen Seite der Insel liegt der Livingston Channel. Die Insel gehört zur Grosse Ile Township. Östlich der Insel befand sich im Fluss eine Felsbarriere, genannt Limekiln Crossing, die ab 1876 durch Abtragung schiffbar gemacht wurde.
Die Insel besitzt trockene und feuchte Gebiete, sowie Bereiche, die zeitweise vom Wasser bedeckt sind. Derzeit ist die Insel eines der größten Gebiete für Wildtiere und Laichgebiet für 65 Fischarten am unteren Detroit River. Künstlich angelegte Kalksteinbarrieren bilden eine künstliche Bucht. Diese wird von 23 Vogelarten während ihres Zuges genutzt.

## Geschichte
Ursprünglich gehörte die Insel zum Jagd- und Fischfanggebiet der Potawatomi. 1781 wurde die Insel per Vertrag den Macombe übertragen. 1874 wurde auf der Insel ein Fähranleger der Canadian Southern Railway eingerichtet. Zur Grosse Ile wurde eine Eisenbahn-Brücke errichtet. Die Bahnstrecke wurde 1888 eingestellt. Zwischen 1908 und 1912 wurde der Livingston Channel fertiggestellt. Dabei wurden auch mehrere künstliche Dämme errichtet. In den 1920er und 1930er Jahren diente Stony Island als Zentrum und Basis für den Ausbau des Livingston und des Amherstburg Channels. Zu dieser Zeit befand sich eine kleine Siedlung auf der Insel. Heute sind noch die Reste von Werkstätten und von gestrandeten Schubleichtern auf Stony Island zu finden. Die Insel war als Wohnbereich eingeordnet. Eine kommunale Ver- und Entsorgung war nicht vorhanden.
Die Umweltschutzorganisation Grosse Ile Nature and Land Conservancy versuchte seit 1994 die Insel zu erwerben, um darauf einen Naturschutzgebiet einzurichten. Schließlich wurde die Insel 1997 für 700.000 $ vom staatlichen Michigan Natural Resources Trust Fund erworben.

## Bahnstrecke
Ab Ende der 1860er Jahre wurde versucht, eine feste Bahnverbindung zwischen den Vereinigten Staaten und Kanada im Bereich Detroit herzustellen. Damit versuchte man, die regelmäßigen Unterbrechungen durch die Vereisung des Detroit Rivers zu umgehen. Mehrere Bahngesellschaften unter Führung der Canadian Southern Railway schlossen sich deshalb zusammen, um eine Bahnstrecke zwischen Trenton und Amherstburg zu bauen. Der Bau erfolgte durch die Tochtergesellschaft Canada Southern Bridge Company. Dafür war die Errichtung von drei Brücken (Trenton–Grosse Ile, Grosse Ile–Stony Island und Stony Island–Amherstburg) notwendig. 1873 wurden die ersten beiden Brücken fertiggestellt. Auf Grund des Widerstandes von Schiffseignern wurde der letzte Brückenabschnitt nicht errichtet. Deshalb wurden 1874 Fähranleger auf der Insel und auf der kanadischen Seite bei Amherstburg erbaut. Der in der Folgezeit angedachte Bau eines Tunnels wurde frühzeitig verworfen. Nachdem die Canadian Southern Railway nach finanziellen Problemen von der Michigan Central Railroad erworben wurde, verlegte diese 1883 den Fährverkehr nach Detroit. Bis 1888 wurde die Strecke und die Fährverbindung nur noch gelegentlich genutzt, wenn die Vereisung einen Fährbetrieb in Detroit nicht zuließ. Die Brücke nach Grosse Ile wurde danach aufgegeben. Die Bahnstrecke bis auf die Insel Grosse Ile war noch bis 1929 in Betrieb. Danach wurde die Brücke zwischen Trenton und Grosse Ile für den Straßenverkehr umgebaut.